# Microgenys
Genre
Microgenys est un genre de poissons téléostéens de la famille des Characidae et de l'ordre des Characiformes.

## Liste d'espèces
Selon FishBase (10 juin 2015):
- Microgenys lativirgata Pearson, 1927
- Microgenys minuta Eigenmann, 1913
- Microgenys weyrauchi Fowler, 1945